# Drohmo
Der Drohmo ist ein Berg im Himalaya im Nordosten von Nepal.
Der Drohmo ist ein mehrgipfliger vergletscherter Berg im Janak Himal. Der 6881 m (nach anderen Quellen 6886 m) hohe Hauptgipfel liegt 14,2 km nordnordwestlich des Achttausenders Kangchendzönga. Ein 5990 m hoher Gebirgspass trennt den Drohmo vom Hauptkamm des Janak Himal, der entlang der tibetischen Grenze verläuft. Im Osten und Süden wird der Drohmo vom Ginsanggletscher und vom Kangchendzöngagletscher umströmt. Im Nordwesten erstreckt sich der Broken Glacier entlang der Flanke des Drohmo.
Der Drohmo besitzt neben dem Hauptgipfel noch einen Mittelgipfel (6855 m ⊙) sowie einen Ostgipfel (6695 m ⊙). 
Noch weiter östlich erhebt sich der Nebengipfel Drohmo II (⊙) mit einer Höhe von 6559 m.  

## Besteigungsgeschichte
Eine Besteigung des Hauptgipfels des Drohmo fand bisher noch nicht statt.
Dagegen wurde der Mittelgipfel im Jahr 1998 von Doug Scott und Roger Mear über den Südpfeiler erstbestiegen. 
Eine weitere Besteigung des Mittelgipfels im Jahr 2002 durch die Slowenen Aleš Koželj und Mitja Šorn fand über eine andere Route am Südpfeiler statt.